# Île Hinson
Hinson est une île des Bermudes. 
Peuplée d'une cinquantaine d'habitants, c'est la seule île des Bermudes desservie par un ferry. Administrativement, elle appartient à la paroisse de Paget après avoir précédemment relevé de la paroisse de Warwick.

## Histoire
Autrefois appelée « l'Île de Brown » ou « l'Île de Godet », l'île d'Hinson est l'une des plus vastes de la Grande Baie. Elle servit de 1901 à 1902 de base à un camp de prisonniers durant la seconde guerre des Boers, puis à un système de transport aérien. Elle abrite désormais des résidences de luxe.